# Павлов Анатолій Андрійович
Анатолій Андрійович Павлов (нар. 10 вересня 1953) — радянський український футболіст, захисник. У Вищій лізі СРСР виступав за ворошиловградську «Зорю».

## Життєпис
Футбольну кар'єру розпочав у складі «Зорі». Дебютував у футболці ворошиловградського клубу 2 червня 1973 року в переможному (3:0) виїзному поєдинку 10-о туру Вищої ліги проти московського «Торпедо». Анатолій вийшов на поле на 87-й хвилині, замінивши Валерія Копія. За два роки, проведених у «Зорі», зіграв 8 матчів у чемпіонаті СРСР та 2 поєдинки у кубку СРСР. З 1975 по 1976 рік проходив військову службу в київському СКА, який виступав у Другій лізі СРСР. У 1977 році повернувся до «Зорі», зіграв 3 матчі у Вищій лізі, але по ходу сезону перебрався в миколаївський «Суднобудівник». Потім грав за «Газовик» Оренбург (1978—1979), «Десну» Чернігів (1980) та «Зоря» Ворошиловград (1980—1982). Футбольну кар'єру завершив 1983 року в складі аматорського колективу «Сокіл» (Ровеньки).
Фіналіст кубку СРСР 1974 року.